# Simms Taback
Simms Taback (* 13. Februar 1932 in Bronx, New York City, New York; † 25. Dezember 2011 in Ventura, Kalifornien) war ein US-amerikanischer Illustrator, Kinderbuchautor, Art Director und Grafiker.

## Leben
Geboren und aufgewachsen in der Bronx besuchte Taback bis 1953 das The Cooper Union, ein privat betriebenes College in Lower Manhattan. Nach seinem Dienst in der U.S. Army, arbeitete er als Art Director für CBS Records und die New York Times. Später wurde er Advertising Art Director bei William Douglas McAdams. 1963 gründete Taback gemeinsam mit Reynold Ruffins ein Design-Studio.
Taback unterrichtete an der School of Visual Arts und der Syracuse University. Er war Gründungspräsident der The Illustrators Guild die später in der New York Graphic Artists Guild, Taback war Gründungsmitglied und wurde Präsident selbiger, aufging. Des Weiteren war er Mitglied der Society of Illustrators.
Während seiner Karriere veröffentlichte er mehr als 40 Kinderbücher, die er auch größtenteils selbst illustrierte. Viele seiner Bücher erhielten Auszeichnungen, was unter anderem Auszeichnungen der American Library Association, die Parents’ Choice Gold Awards und den Sidney Taylor Award umfasst. Beispielsweise gewann Joseph Had a Little Overcoat 2005 die Caldecott Medal. Für There Was An Old Lady Who Swallowed a Fly, eines von zwei Büchern, das die New York Times als bestillustriertes Kinderbuch bezeichnete und welches von der American Institute of Graphic Arts als Kinderbuch des Jahres ausgewählt wurde, erhielt er die Caldecott Honor.
Taback war verheiratet und hatte drei Kinder. Seit 2006 lebten er und seine Frau in Ventura, Kalifornien. Dort starb er am 25. Dezember 2011 im Alter von 79 Jahren an Pankreaskrebs.

## Trivia
Taback entwarf 1977 das Design der ersten Happy Meal Box von McDonald’s.

## Auszeichnungen
- 2000: Caldecott Medal in Gold für „Joseph Had a Little Overcoat“[4]

## Veröffentlichungen
- Postcard from Camp
- Joseph Had a Little Overcoat
- Where Is My Friend?
- There was an Old Lady Who Swallowed a Fly
- This Is The House That Jack Built
- Safari Animals
- City Animals
- I Miss You Every Day
- Kibitzers And Fools
- Mommies and Babies
- Where Is My Baby?
- One Two Three
- Four Five Six
- Zoom
- Spacey Snaky Buggy Riddles
- Who Said Moo?
- Can You Smile?
- Do You Have a Tail?
- Noisy Barn!
- On Our Way to the Forest!
- Peek-a-Boo Who?
- Where is My House?
- Big Book of Words
- Animals
- Colors
- When I First Came to This Land
- Animal Play cloth book
- Two Little Witches
- Please Share That Peanut
- Spacey Riddles
- Snakey Riddles
- Fishy Riddles
- To Much Noise
- The Big Book Of Cards For Kids
- Beach Party!
- Zoo Parade!
- Noisy Forest!
- Road Builders
- Sam's Wild West Show
- Jason's Bus Ride